# Třída Wiesbaden
Třída Wiesbaden byla třída lehkých křižníků Kaiserliche Marine. Skládala se ze dvou jednotek, zařazených do služby roku 1915. Oba křižníky bojovaly v první světové válce. Wiesbaden byl potopen v bitvě u Jutska a Frankfurt byl v rámci reparací předán USA.

## Stavba
Celkem byly postaveny dvě jednotky této třídy. Do jejich stavby se zapojily loděnice AG Vulcan Stettin ve Štětíně a Kaiserliche Werft Kiel v Kielu.
Jednotky třídy Wiesbaden:
| Jméno     | Loděnice               | Založení kýlu | Spuštěna        | Vstup do služby | Status |
| --------- | ---------------------- | ------------- | --------------- | --------------- | --- |
| Wiesbaden | AG Vulcan Stettin      | 1913          | 30. ledna 1915  | 23. srpna 1915  | Dne 1. června 1915 potopen v bitvě u Jutska. |
| Frankfurt | Kaiserliche Werft Kiel | 1913          | 20. března 1915 | 20. srpna 1915  | V listopadu 1918 internován ve Scapa Flow. Dne 21. června 1919 se jej posádka pokusila potopit společně se zbytkem německého loďstva. Britové potopení křižníku zabránili jeho odtažením ke břehu. Později byl v rámci reparací předán USA. Dne 18. července 1921 byl potopen jako cvičný cíl pro letecké bombardování. |

## Konstrukce

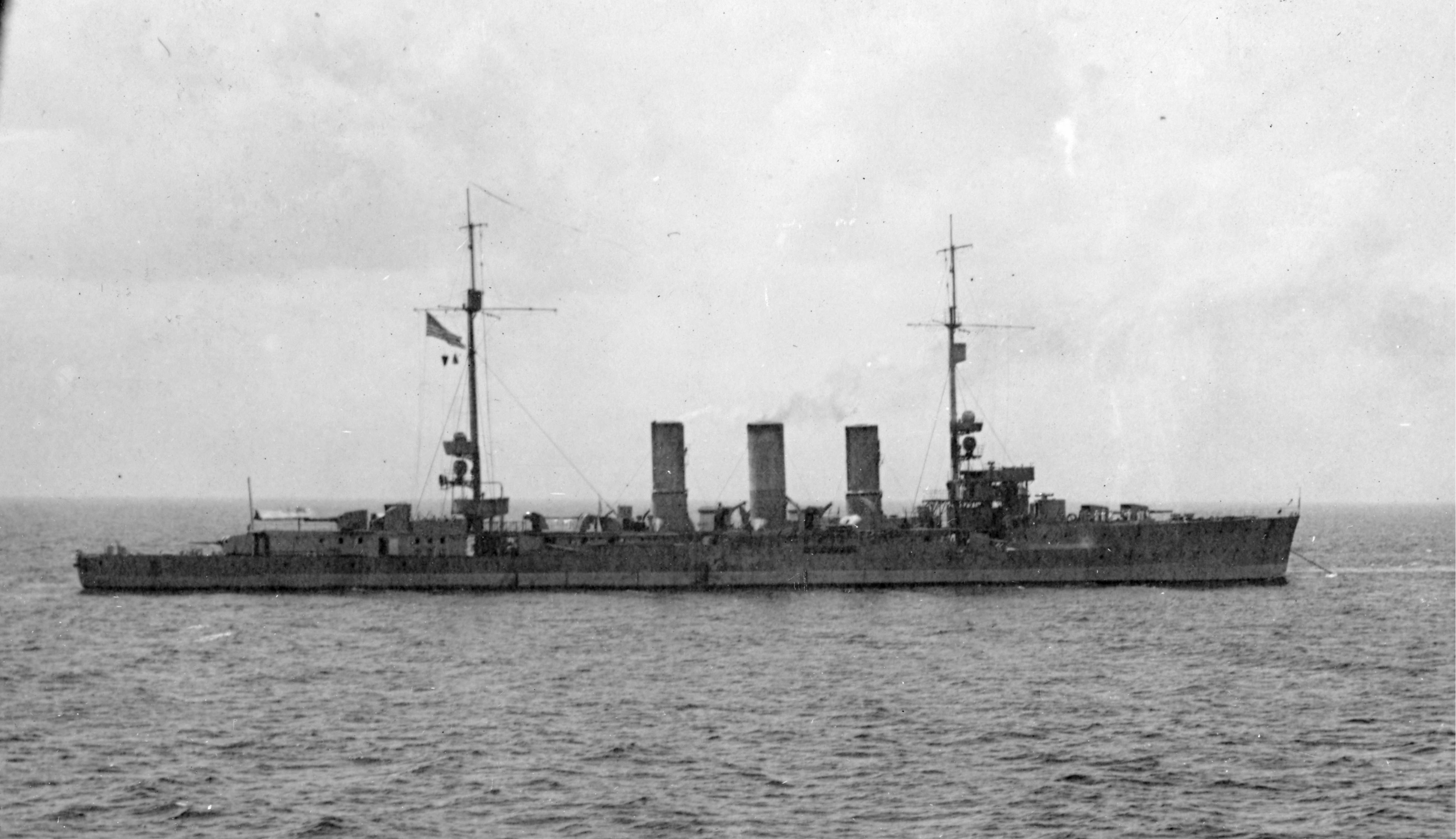
Frankfurt s americkou vlajkou

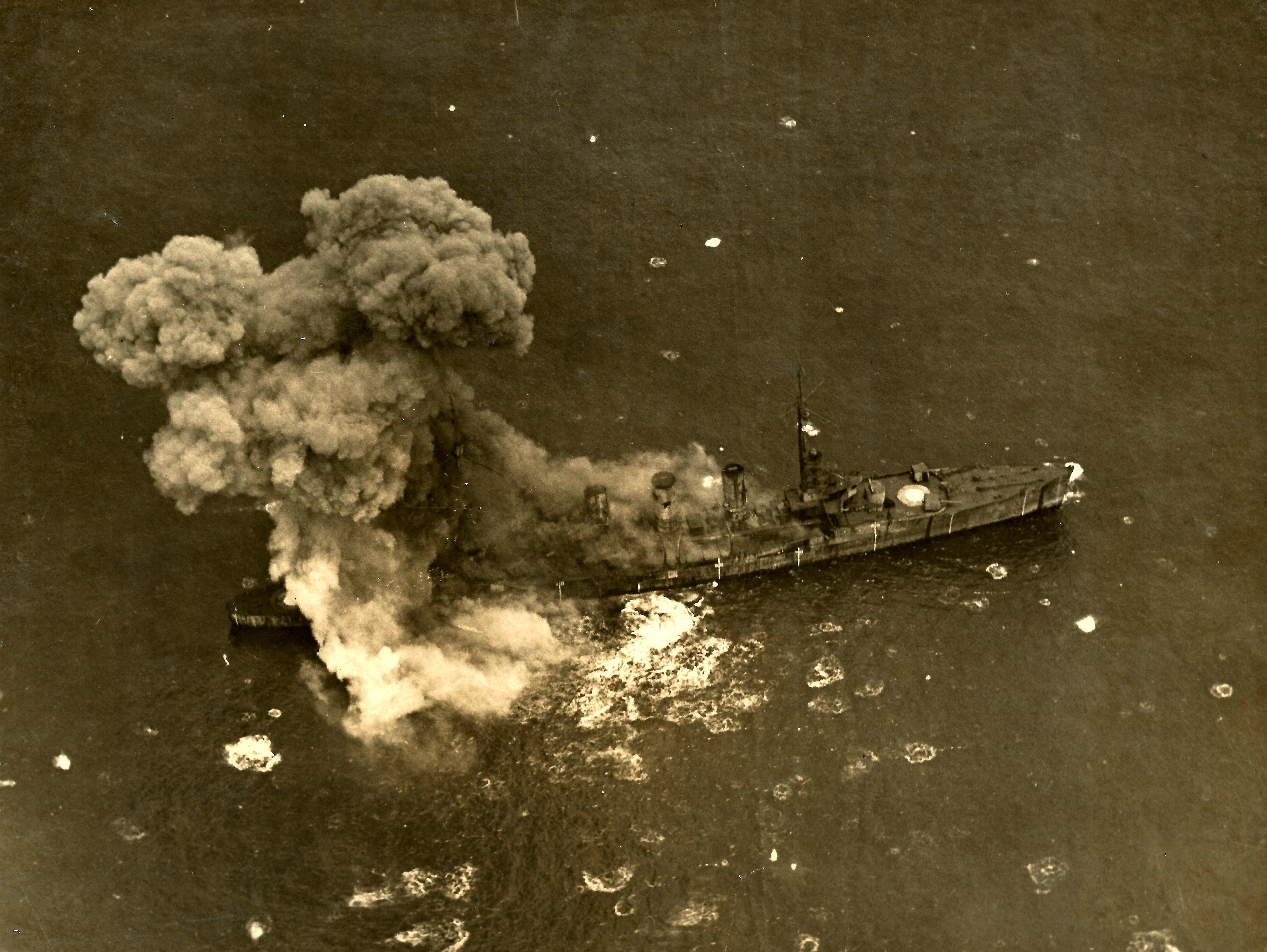
Cvičné bombardování křižníku Frankfurt v červenci 1921

Výzbroj křižníků představovalo osm 150mm kanónů v jednohlavňové lafetaci. Dále nesly čtyři 52mm a čtyři 500mm torpédomety. Byly vybaveny pro nesení 120 min. Boční pancéřový pás měl sílu 18–60 mm, pancéřová paluba 20–60 mm, stíty děl 50 mm a velitelská věž 100 mm. Pohonný systém tvořilo dvanáct kotlů Marine (Frankfurt čtrnáct) a dvě parní turbíny Marine o výkonu 31 000 hp, pohánějící dva lodní šrouby. Nejvyšší rychlost dosahovala 27,5 uzlu. Dosah byl 4800 námořních mil při rychlosti 12 uzlů.

### Modernizace
Roku 1915 byly na obou křižnících 52mm kanóny nahrazeny dvěma 88mm protiletadlovými kanóny.

## Osudy
Wiesbaden bojoval v bitvě u Jutska. Už těžce poškozený ho 1. června 1916 potopila britská bitevní loď HMS Marlborough.
Frankfurt se 17. listopadu 1917 účastnil druhé bitvy u Helgolandské zátoky. Po skončení války byl internován ve Scapa Flow. Při incidentu ve Scapa Flow se ho posádce nepodařilo potopit a byl Brity odtažen na břeh. Poté byl v rámci reparací předán USA, kde byl roku 1921 potopen jako cvičný cíl.